# Zoológico de partículas
En la física de partículas, el término zoológico de partículas es usado coloquialmente para describir una relativamente larga lista de las partículas elementales conocidas que se asemejan a cientos de especies en un jardín zoológico.
La situación era particularmente confusa en los últimos años de la década de 1960, antes del descubrimiento de los quarks, cuando cientos de partículas de interacción fuerte (hadrones) eran conocidas. Se aceptó más tarde que no eran elementales sino que estaban compuestas por los quarks. De manera similar a como sucedería con la química durante principios del siglo XX, cuando quedó claro que los diferentes elementos químicos o isótopos eran diferentes combinaciones de las mismas partículas elementales (electrones, protones y neutrones).
El modelo estándar explica las partículas del zoológico como partículas compuestas a partir de un número razonablemente reducido de partículas elementales. Por su parte, la altamente especulativa teoría de cuerdas sugiere que todas las partículas del zoológico tienen un ancestro común, una "cuerda vibrante" (es decir, una perturbación del espacio-tiempo "ampliado" de dicha teoría).
- Datos: Q5366429